# Минербио
Минербио (итал. Minerbio) је насеље у Италији у округу Болоња, региону Емилија-Ромања.
Према процени из 2011. у насељу је живело 4903 становника. Насеље се налази на надморској висини од 12 м.

## Становништво
| 1951. | 1961. | 1971. | 1981. | 1991. | 2001. | 2011. |
| ----- | ----- | ----- | ----- | ----- | ----- | ----- |
| 6.811 | 6.427 | 6.081 | 6.270 | 6.774 | 7.558 | 8.674 |

## Партнерски градови
- Камуњано
- Хирлинген
- Хајош